# Fun.
Fun. (stylizováno jako fun.) je americká indie rocková skupina založená v New Yorku Natem Ruessem, bývalým členem skupiny The Format. Po rozpadu skupiny The Format založil Ruess spolu s Andrew Dostem a Jackem Antonoffem, členy skupin Anathallo respektive Steel Train, skupinu s názvem Fun. Fun dosud vydal dvě alba: Aim and Ignite v roce 2009 a Some Nights v únoru roku 2012.
Skupina se stala známou díky skladbám: "We Are Young" (v doprovodu Janelle Monáe), "Some Nights" a "Carry On." Skladba "We Are Young" se usadila na prvním místě hitparád U.S. Billboard Hot 100 a Digital Songs a byla oceněna cenou GRAMMY. Zabodovala také v britské hitparádě UK Singles Chart. Skladba "Some Nights", která vyšla jako druhý singl v červnu roku 2012, se umístila na 3. příčce hitparády Hot 100 chart a stala se tak druhým Top 10 singlem.
10. února 2013 získala skupina Fun 2 ceny Grammy Award pro nejlepší začínající kapelu a pro skladbu roku ("We Are Young"). Mimo to byla kapela nominována v kategoriích pro nahrávku roku, nejlepší popové vystoupení (obě za skladbu "We Are Young"), album roku a nejlepší popové album (obě za album Some Nights).

## Historie

### 2007–2008: Začátky kariéry a formování skupiny
Kapela The Format se rozpadla v únoru roku 2008. Hned poté její bývalý zpěvák Nate Ruess oslovil Andrew Dosta a Jacka Antonoffa, aby s ním založili novou skupinu. Dost se s Ruessem znal prostřednictvím společných koncertů s kapelou The Format. Antonoff potkal Ruesse díky společným koncertům jeho kapely Steel Train a The Format. Tato trojice začala společně spolupracovat v New Jersey ani ne týden po rozpadu skupiny The Format.  Jejich první demo nahrávka byla skladba "Benson Hedges", která byla zdarma k dostání prostřednictvím magazínu Spin , který o nich 20. září 2008 uveřejnil článek. Fun osovili producenta Stevena McDonalda, který již s Ruessem spolupracoval na albu Dog Problems od skupiny The Format, aby jim produkoval debutové album. McDonald byl tímto návrhem nadšený a prohlásil: "Nemůžu uvěřit na čem to tady pracujeme. To není podobné ničemu, co jsem kdy udělal.

### 2009–2010: DebutAim and Ignite

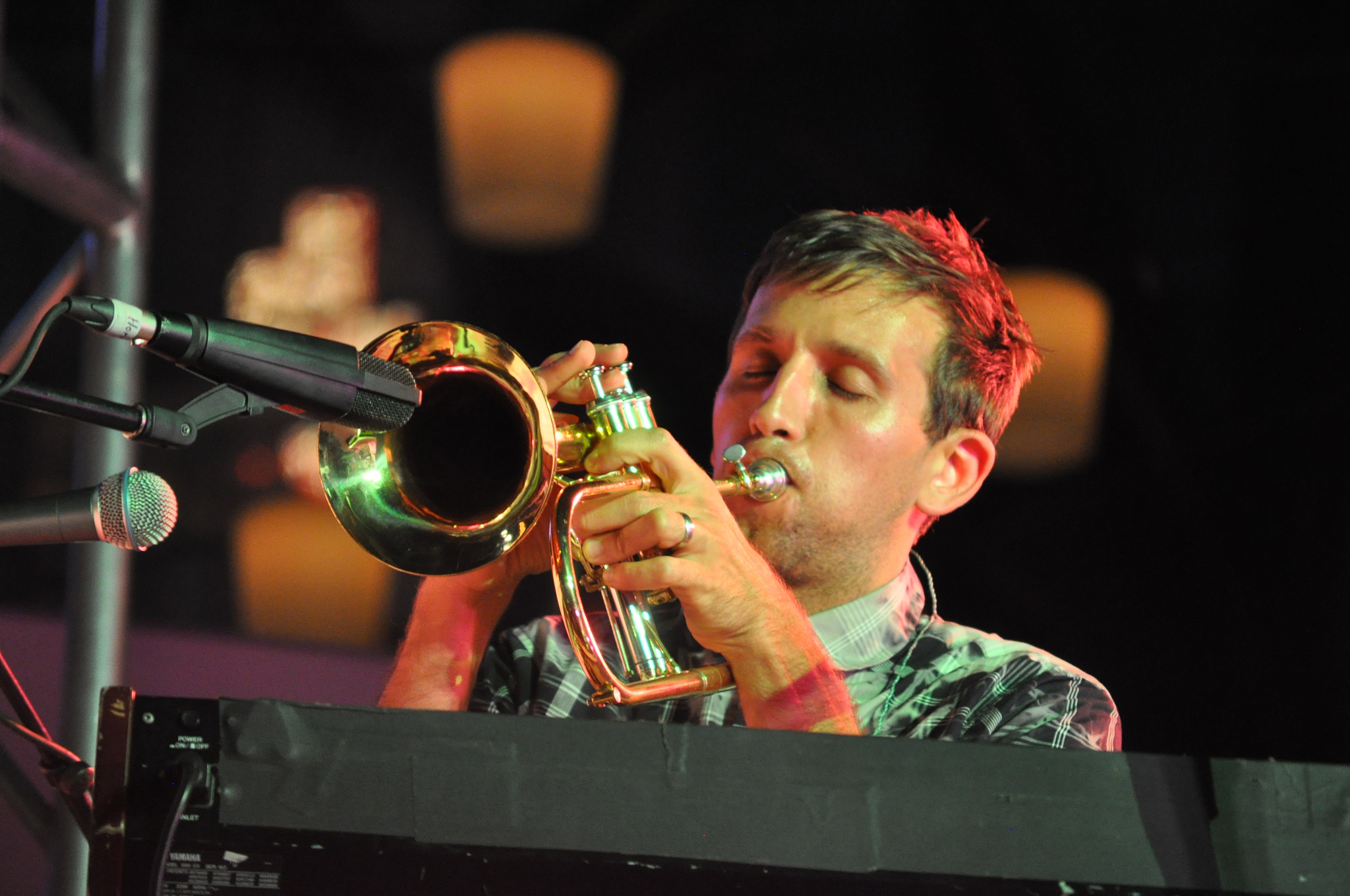
Andrew Dost s křídlovkou

Natáčení bylo zahájeno na podzim roku 2008. První singl skupiny, "At Least I'm Not as Sad As I Used to Be", byl dostupný na stránkách Myspace od 6. dubna 2009. Aim and Ignite bylo vydáno 25. srpna 2009 a získalo pozitivní kritiky. Drew Beringer z AbsolutePunk.net napsal "tak by mělo znít opravdové popové album" a popsal album jako "nejpodstatnější popové album roku 2009". Allmusic nazval album "progresivním, ale tím nejlepším možným způsobem" a obdivoval Ruessovy texty za "zkoumání té největší pravdy života… vtipným a chytrým přístupem, který neubírá skladbám na pozitivním tónu". Dave de Sylvia z Sputnikmusic napsal: "Aim and Ignite není tím nejkonzistnějším popovým albem", ale nakonec okomentoval album jako "znamenitě namixované a naaranžované album, vytvořené hudebníky, kteří s určitostí rozumí potenciálním limitům pop music". Estella Hung z PopMatters nebyla albem tolik nadšena jako její kolegové. Chválila skladby "Be Calm" a "The Gambler", ale zkritizovala texty a produkci alba. Ken Shane nazval album "zajímavým a neobvyklým poslechem" Shane byl nadšený z textů a řekl: "většina skladeb je opravdu dobrá". Měl však námitky k "roztomilé" produkci, protože dychtil po poslechu kapely "ve více surové formě".
The album reached number 26 on Sputnikmusic's top 50 albums of 2009. The album peaked at 71 on the US album charts.
První turné po severní Americe začalo 8. listopadu 2008 s předskokanem Jack's Mannequin. V únoru roku 2010 předskakoval Fun skupině Jack's Mannequin na jejich turné, které pokračovalo v březnu v Anglii.
V dubnu roku 2010 vyjela skupina na turné s kapelou Paramore Skupina hned poté pokračovala na turné konané v květnu, kdy vystupovali v UK.
4. srpna 2010 bylo oznámeno, že Fun podepsali smlouvu se společností Fueled by Ramen.

### 2011–současnost: AlbumSome Nights

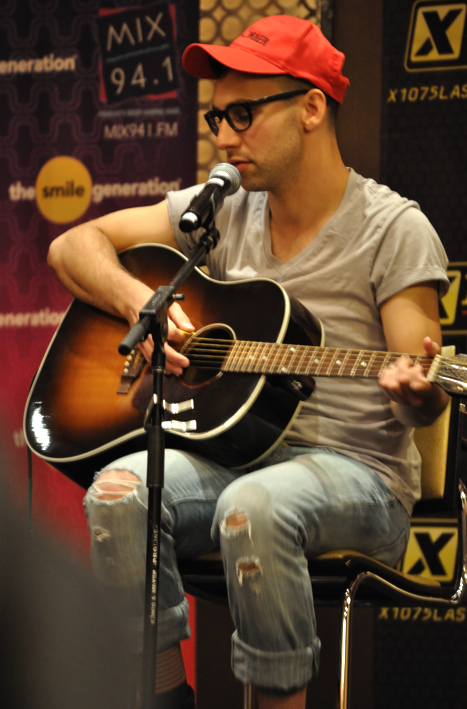
Jack Antonoff

17. května 2011 vydala skupina skladbu "C'mon", která byla vyústěním spolupráce s kapelou Panic at the Disco, pro které otevírali koncerty na jejich turné s názvem Vices & Virtues Tour. 7. listopadu 2011 odtajnili název druhého alba, které pojmenovali Some Nights. První singl "We Are Young" byl od té chvíle užit hned v několika médiích, jmenovitě v televizních seriálech Gossip Girl, 90210, Glee a Chuck, reklamách pro Chevrolet a Apple, a v traileru k filmu režiséra Judda Apatow This Is 40.
Od 12. prosince 2011 byla skladba "One Foot" dostupná na stránkách magazínu Nylon. 13. února 2012 zveřejnila kapela celé album Some Nights na svých stránkách, kde zpěvák kapely Nate Ruess poděkoval fanouškům za jejich neutuchající podporu.  Album bylo vydáno 21. února 2012 labelem Fueled by Ramen. Na podporu alba vyjela kapela 29. února 2012 na severoamerické turné.
7. března 2012 se skladba "We Are Young" vyšplhala na 1. příčku hitparády Billboard Hot 100 chart. 11. dubna 2012 Billboard.com zveřejnil, že skladba "We Are Young" prolomila rekord v digitálním stahování. Na první příčce hitparády Billboard Hot 100 se píseň udržela celých 6 týdnů a zároveň se stala první a zatím jedinou písní, která dosáhla více než 300 000 stažení celých 7 týdnů. Skupina s touto písní vystupovala 11. listopadu 2012 na cenách MTV Europe Music Awards 2012.
Jimmy Fallon jejich vystoupení v show Late Night with Jimmy Fallon popsal: "Předvedli skladbu Some Nights, čímž uhodili hřebíček na hlavičku, bylo to úžasné. Diváci, kteří je předtím moc neznali říkali: 'Oh, to jsou ti We Are Young kluci? Zbožňuju je!"
24. října 2012 bylo představeno hudební video k písni "Carry On". Skladba "Carry On" je třetím singlem z alba Some Nights, která se dostala do hitparády Billboard Hot 100.
V roce 2015 kapela své působení ukončila.

## Členové skupiny

### Nynější členové

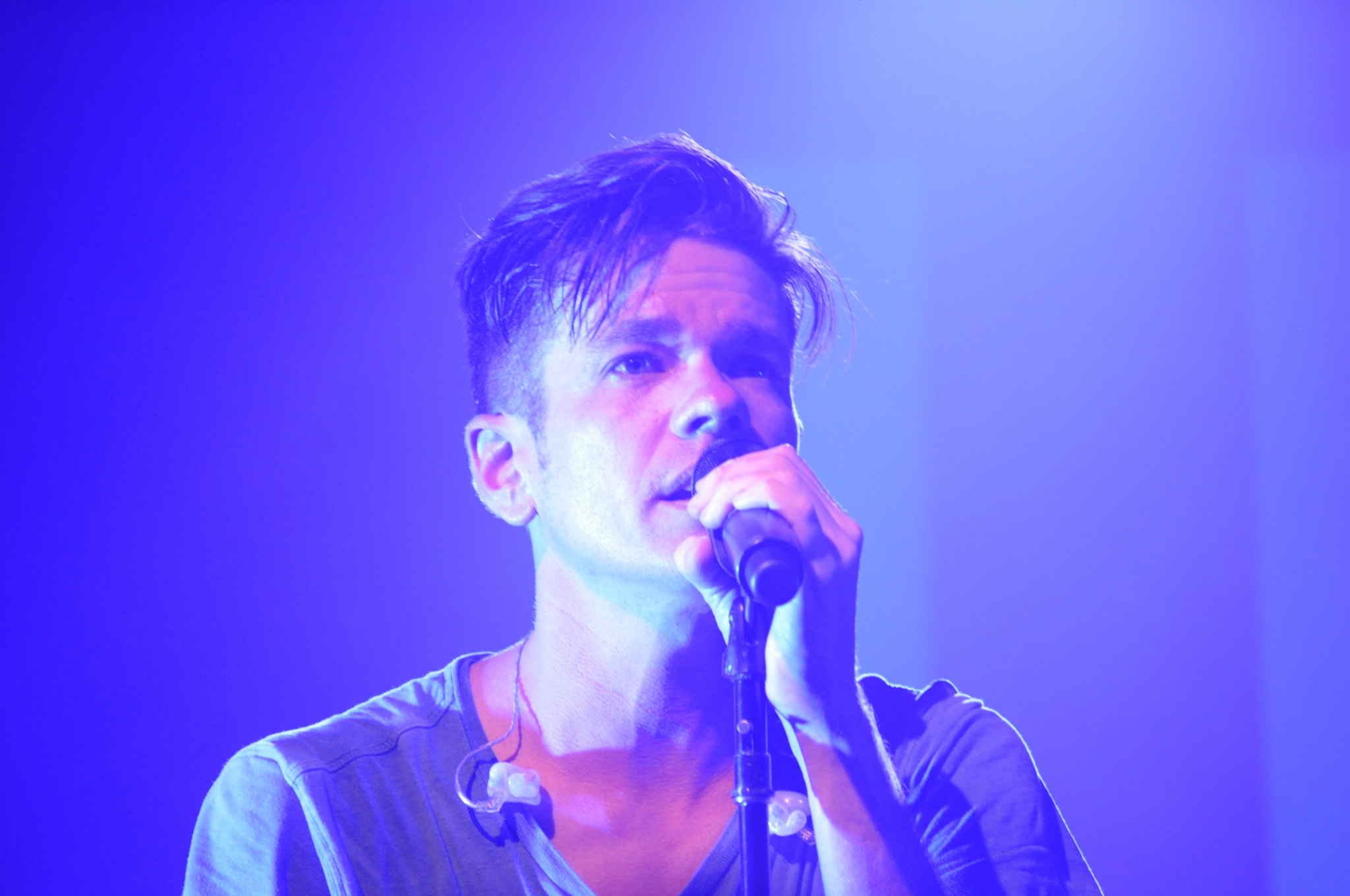
Nate Ruess

| Člen skupiny      | Doba            | Poznámky                                                                              |
| ----------------- | --------------- | ------------------------------------------------------------------------------------- |
| Jack Antonoff     | 2008–současnost | Vokály, hlavní kytarista                                                              |
| Jack Antonoff     | 2012–současnost | Bubny                                                                                 |
| Andrew Dost       | 2008–současnost | basová kytara, kytara, trumpeta, lesní roh, klavír, klávesy, křídlovka, bubny, vokály |
| Nate Ruess        | 2008–současnost | hlavní zpěvák                                                                         |
| Koncertní členové | Doba            | Poznámky                                                                              |
| Nate Harold       | 2009–současnost | Basová kytara, vokály, sampler                                                        |
| Emily Moore       | 2009–současnost | Kytara, vokály, klávesy, saxofon, rumba koule                                         |
| Will Noon         | 2010–současnost | Bubny                                                                                 |

### Dřívější členové skupiny
| Koncertní členové | Doba      | Poznámky      |
| ----------------- | --------- | ------------- |
| Jon Goldstein     | 2008–2010 | Bubny         |
| David Lizmi       | 2009      | Basa          |
| Jessica Martins   | 2009      | Kytara        |
| Rob Kroehler      | 2008–2012 | Kytara        |
| Maggie Malyn      | 2007      | Housle        |
| Will Yates        | 2008      | Basová kytara |
| Ryan Lallier      | 2010–2011 | Kytara        |
| Michael Newsted   | 2010      | Basová kytara |
| Mike Schey        | 2010      | Kytara        |
| Evan Winiker      | 2011      | Basová kytara |

## Diskografie
Studiová alba
- Aim and Ignite (2009)
- Some Nights (2012)

EP
- Live at Fingerprints (2010)
- iTunes Session (2012)

## USA Turné
- Out In Your Town-Winter Tour (2013)
- Most Nights-Summer Tour (2013)

## Ostatní projekty
Fun. spolupracovali spolu s designérkou a sestrou Jacka Antonoffa, Rachel Antonoff, aby vytvořili organizaci Ally Coalition, jejímž smyslem je podpora LGBTQ práv.